# Abe Shuto
Abe Shuto (安部 柊斗 (An Bộ Chung Đẩu) Abe Shūto, sinh ngày 5 tháng 12 năm 1997) là một cầu thủ bóng đá người Nhật Bản hiện đang thi đấu ở vị trí tiền vệ cho câu lạc bộ FC Tokyo tại giải J1 League.

## Sự nghiệp câu lạc bộ
Shuto Abe hiện đang chơi cho FC Tokyo.

## Thống kê sự nghiệp

### Câu lạc bộ
Tính đến 19 tháng 12 năm 2020.
| Câu lạc bộ     | Mùa giải       | Giải quốc nội  | Giải quốc nội | Giải quốc nội | Cúp Hoàng đế | Cúp Hoàng đế | J. League Cup | J. League Cup | Châu Á | Châu Á | Tổng cộng | Tổng cộng |
| Câu lạc bộ     | Mùa giải       | Hạng đấu       | Trận          | Bàn           | Trận         | Bàn          | Trận          | Bàn           | Trận   | Bàn    | Trận      | Bàn       |
| -------------- | -------------- | -------------- | ------------- | ------------- | ------------ | ------------ | ------------- | ------------- | ------ | ------ | --------- | --------- |
| Đại học Meiji  | 2019           | —              | —             | —             | 2            | 0            | —             | —             | 0      | 0      | 2         | 0         |
| U-23 FC Tokyo  | 2019           | J3 League      | 2             | 0             | —            | —            | —             | —             | 0      | 0      | 2         | 0         |
| FC Tokyo       | 2019           | J1 League      | 1             | 0             | 0            | 0            | 1             | 0             | 0      | 0      | 2         | 0         |
| FC Tokyo       | 2020           | J1 League      | 27            | 2             | 0            | 0            | 2             | 2             | 8      | 1      | 37        | 5         |
| FC Tokyo       | Tổng cộng      | Tổng cộng      | 28            | 2             | 0            | 0            | 3             | 2             | 8      | 1      | 39        | 5         |
| Tổng sự nghiệp | Tổng sự nghiệp | Tổng sự nghiệp | 30            | 2             | 2            | 0            | 3             | 2             | 8      | 1      | 43        | 5         |

1. ↑  Số trận ra sân tại AFC Champions League